# Maine kormányzóinak listája
Ez a lista az Amerikai Egyesült Államok Maine államának kormányzóit sorolja föl. A terület őslakosai különféle algonkin indián törzsek voltak. Az első európai kolóniát Pierre Dugua de Mons, francia nemes alapította1604 júniusában Saint Croix-szigeten, miután IV. Henrik francia királytól monopoljogot kapott a prémkereskedelemre egész Új-Franciaország területére. Felmérendő a területet, a király megbízásából a telepesekkel tartott Samuel de Champlain térképész is. A franciák azonban a következő év tavaszán, miután egy téli betegség – valószínűleg skorbut – megtizedelte soraikat, elhagyták a telepet; a francia helynevek mindazonáltal fennmaradtak. Az első itteni angol települést a Plymouth Társaság alapította Popham néven, de egy év elteltével ezt is elhagyták. Maine első ismert írásos említése egy 1622-ben kelt földfoglalási kiváltságlevél. Az akkori elnevezés csak a Kennebec-folyótól nyugatra fekvő, tengerparthoz közeli részeket, a mai állam déli szegélyét jelölte; az ettől keletre fekvő, jóval ritkábban lakott terület a 17. században Sagadahock néven volt ismert.
1652-ben az állam mai teljes területe Massachusetts része lett. A környék békéjét a 17. század során és a 18. század elején az állandósuló angol–francia határháború zavarta. A franciák vereségével a Penobscot folyótól keletre eső részeket Új-Skóciához csatolták, az elcsatolt terület a mai Új-Brunswickkal együtt alkotta Sunbury megyét (központja Campobello-sziget). Maine afüggetlenségi háború és az 1812-es brit–amerikai háború alatt ismét harcok helyszínévé lett. A békezáradékok mindazonáltal nem határozták meg egyértelműen az Egyesült Államok (és ezzel Massachusetts) északi – Brit-Észak-Amerikával való – határait, amelyek a Webster–Ashburton-szerződés 1842-es megkötéséig vita tárgyát képezték. (Pont ezen okból John Fairfield, Maine kormányzója saját állama nevében 1839-ben hadat üzent Nagy-Britanniának. Az Aroostook-háború néven ismertté lett konfliktusnak az amerikai és a brit fél erélyes fellépése végül vér nélkül véget vetett. Mindazonáltal ez volt az eddigi egyetlen eset, amikor nem az államszövetség, hanem egy tagállam önmaga üzent hadat egy idegen országnak.)
Mivel Maine lakossága gyorsan gyarapodott, és mivel Massachusetts törzsterületétől földrajzilag elkülönült (New Hampshire a kettő közé ékelődött), 1820. március 15-én hivatalosan is különvált tőle, és ezzel az Egyesült Államok 23. tagállamává lett.
A kormányzói széket négy évre lehet elnyerni, s egy alkalommal az adott személy újraválasztható.
Jelenleg a 75. kormányzó, a Demokrata Párthoz tartozó Janet Mills tölti be a tisztséget 2019. január 2. óta. Maine államban nem választanak alkormányzót.

## Párthovatartozás
| Párt                   | Kormányzók |
| ---------------------- | ---------- |
| Demokrata              | 24         |
| Republikánus           | 12         |
| Demokrata-republikánus | 6          |
| Whig                   | 4          |
| Jackson-ellenes        | 1          |
| Greenback Party        | 1          |
| Független              | 2          |

## Maine szövetségi állam kormányzói
| Maine kormányzóinak listája                                                                         | Maine kormányzóinak listája                                                                         | Maine kormányzóinak listája                                                                         | Maine kormányzóinak listája                                                                         | Maine kormányzóinak listája                                                                         | Maine kormányzóinak listája                                                                         | Maine kormányzóinak listája |
| G Greenback Party Demokrata-Republikánus Jackson-ellenes Whig Párt Demokrata Párt Republikánus Párt | G Greenback Party Demokrata-Republikánus Jackson-ellenes Whig Párt Demokrata Párt Republikánus Párt | G Greenback Party Demokrata-Republikánus Jackson-ellenes Whig Párt Demokrata Párt Republikánus Párt | G Greenback Party Demokrata-Republikánus Jackson-ellenes Whig Párt Demokrata Párt Republikánus Párt | G Greenback Party Demokrata-Republikánus Jackson-ellenes Whig Párt Demokrata Párt Republikánus Párt | G Greenback Party Demokrata-Republikánus Jackson-ellenes Whig Párt Demokrata Párt Republikánus Párt | G Greenback Party Demokrata-Republikánus Jackson-ellenes Whig Párt Demokrata Párt Republikánus Párt |
| #                                                                                                   | Kép                                                                                                 | Kormányzó                                                                                           | Hivatali idő kezdete                                                                                | Hivatali idő vége                                                                                   | Párt                                                                                                | Egyéb választott (szövetségi) funkciói |
| --------------------------------------------------------------------------------------------------- | --------------------------------------------------------------------------------------------------- | --------------------------------------------------------------------------------------------------- | --------------------------------------------------------------------------------------------------- | --------------------------------------------------------------------------------------------------- | --------------------------------------------------------------------------------------------------- | --- |
| 1                                                                                                   | | William King                                                                                        | 1820. március 15.                                                                                   | 1821. május 28. (lemondott)                                                                         | | |
| 2                                                                                                   | | William D. Williamson                                                                               | 1821. május 28.                                                                                     | 1821. december 5. (lemondott)                                                                       | | Az USA képviselőházának tagja (1821-1823) |
| 3                                                                                                   | | Benjamin Ames                                                                                       | 1821. december 5.                                                                                   | 1822. január 2. (lemondott)                                                                         | | |
| 4                                                                                                   | | Daniel Rose                                                                                         | 1822. január 2.                                                                                     | 1822. január 5.                                                                                     | | |
| 5                                                                                                   | | Albion K. Parris                                                                                    | 1822. január 5.                                                                                     | 1827. január 3.                                                                                     | | Az USA képviselőházának tagja (1815-1818) Az USA szenátusának tagja (1827-1828) |
| 6                                                                                                   | | Enoch Lincoln                                                                                       | 1827. január 3.                                                                                     | 1827. január 3. (meghalt)                                                                           | | Az USA képviselőházának tagja (1818-1826) |
| 7                                                                                                   | | Nathan Cutler                                                                                       | 1827. január 3.                                                                                     | 1830. január 6.                                                                                     | 40x40px[halott link]                                                                                | |
| 8                                                                                                   | | Joshua Hall                                                                                         | 1830. január 6.                                                                                     | 1830. február 9.                                                                                    | 40x40px[halott link]                                                                                | |
| 9                                                                                                   | | Jonathan G. Hunton                                                                                  | 1830. február 9.                                                                                    | 1831. január 5.                                                                                     | 50x50px[halott link]                                                                                | |
| 10                                                                                                  | | Samuel E. Smith                                                                                     | 1831. január 5.                                                                                     | 1834. január 1.                                                                                     | 40x40px[halott link]                                                                                | |
| 11                                                                                                  | | Robert P. Dunlap                                                                                    | 1834. január 1.                                                                                     | 1838. január 3.                                                                                     | 40x40px[halott link]                                                                                | Az USA képviselőházának tagja (1843-1847) |
| 12                                                                                                  | | Edward Kent                                                                                         | 1838. január 3.                                                                                     | 1839. január 2.                                                                                     | | |
| 13                                                                                                  | | John Fairfield                                                                                      | 1839. január 2.                                                                                     | 1841. január 12. (lemondott)                                                                        | 40x40px[halott link]                                                                                | Az USA képviselőházának tagja (1835-1838) Az USA szenátusának tagja (1843-1847) |
| 14                                                                                                  | | Richard H. Vose                                                                                     | 1841. január 12.                                                                                    | 1841. január 13.                                                                                    | | |
| 15                                                                                                  | | Edward Kent                                                                                         | 1841. január 13.                                                                                    | 1842. január 5.                                                                                     | | |
| 16                                                                                                  | | John Fairfield                                                                                      | 1842. január 5.                                                                                     | 1843. március 7.                                                                                    | 40x40px[halott link]                                                                                | Az USA képviselőházának tagja (1835-1838) Az USA szenátusának tagja (1843-1847) |
| 17                                                                                                  | | Edward Kavanagh                                                                                     | 1843. március 7.                                                                                    | 1844. január 1.                                                                                     | 40x40px[halott link]                                                                                | Az USA képviselőházának tagja (1831-1835) Az USA nagykövete Portugáliában |
| 18                                                                                                  | | David Dunn                                                                                          | 1844. január 1.                                                                                     | 1844. január 3.                                                                                     | 40x40px[halott link]                                                                                | |
| 19                                                                                                  | | John W. Dana                                                                                        | 1844. január 3.                                                                                     | 1844. január 3.                                                                                     | 40x40px[halott link]                                                                                | |
| 20                                                                                                  | | Hugh J. Anderson                                                                                    | 1844. január 3.                                                                                     | 1847. május 12.                                                                                     | 40x40px[halott link]                                                                                | Az USA képviselőházának tagja (1837-1841) |
| 21                                                                                                  | | John W. Dana                                                                                        | 1847. május 12.                                                                                     | 1850. május 8.                                                                                      | 40x40px[halott link]                                                                                | |
| 22                                                                                                  | | John Hubbard                                                                                        | 1850. május 8.                                                                                      | 1853. január 5.                                                                                     | 40x40px[halott link]                                                                                | |
| 23                                                                                                  | | William G. Crosby                                                                                   | 1853. január 5.                                                                                     | 1855. január 3.                                                                                     | | |
| 24                                                                                                  | | Anson Morrill                                                                                       | 1855. január 3.                                                                                     | 1856. január 2.                                                                                     | 40x40px[halott link]                                                                                | Az USA képviselőházának tagja (1861-1863) |
| 25                                                                                                  | | Samuel Wells                                                                                        | 1856. január 2.                                                                                     | 1857. január 8.                                                                                     | 40x40px[halott link]                                                                                | |
| 26                                                                                                  | | Hannibal Hamlin                                                                                     | 1857. január 8.                                                                                     | 1857. február 25.                                                                                   | 40x40px[halott link]                                                                                | Az Amerikai Egyesült Államok 19. alelnöke (1861-1865) Az USA szenátusának tagja (1848-1861; 1869-1881) Az USA képviselőházának tagja (1843-1847) Az USA-t képviselő miniszter Spanyolországban (1881-1882) |
| 27                                                                                                  | | Joseph H. Williams                                                                                  | 1857. február 25.                                                                                   | 1858. január 6.                                                                                     | 40x40px[halott link]                                                                                | |
| 28                                                                                                  | | Lot M. Morrill                                                                                      | 1858. január 6.                                                                                     | 1861. január 2.                                                                                     | 40x40px[halott link]                                                                                | Az USA pénzügyi államtitkára (1876-1877) Az USA szenátusának tagja (1861-1876) |
| 29                                                                                                  | | Israel Washburn, Jr.                                                                                | 1861. január 2.                                                                                     | 1863. január 7.                                                                                     | 40x40px[halott link]                                                                                | Az USA képviselőházának tagja (1851-1861) |
| 30                                                                                                  | | Abner Coburn                                                                                        | 1863. január 7.                                                                                     | 1864. január 6.                                                                                     | 40x40px[halott link]                                                                                | |
| 31                                                                                                  | | Samuel Cony                                                                                         | 1864. január 6.                                                                                     | 1867. január 2.                                                                                     | 40x40px[halott link]                                                                                | |
| 32                                                                                                  | | Joshua Chamberlain                                                                                  | 1867. január 2.                                                                                     | 1871. január 4.                                                                                     | 40x40px[halott link]                                                                                | |
| 33                                                                                                  | | Sidney Perham                                                                                       | 1871. január 4.                                                                                     | 1874. január 7.                                                                                     | 40x40px[halott link]                                                                                | Az USA képviselőházának tagja (1863-1869) |
| 34                                                                                                  | | Nelson Dingley Jr.                                                                                  | 1874. január 7.                                                                                     | 1876. január 5.                                                                                     | 40x40px[halott link]                                                                                | Az USA képviselőházának tagja (1888-1899) |
| 35                                                                                                  | | Seldon Connor                                                                                       | 1876. január 5.                                                                                     | 1879. január 8.                                                                                     | 40x40px[halott link]                                                                                | |
| 36                                                                                                  | | Alonzo Garcelon                                                                                     | 1879. január 8.                                                                                     | 1880. január 17.                                                                                    | 40x40px[halott link]                                                                                | |
| 37                                                                                                  | | Daniel F. Davis                                                                                     | 1880. január 17.                                                                                    | 1881. január 17.                                                                                    | 40x40px[halott link]                                                                                | |
| 38                                                                                                  | | Harris M. Plaisted                                                                                  | 1881. január 17.                                                                                    | 1883. január 3.                                                                                     | G                                                                                                   | Az USA képviselőházának tagja (1875-1877) |
| 39                                                                                                  | | Frederick Robie                                                                                     | 1883. január 3.                                                                                     | 1887. január 5.                                                                                     | 40x40px[halott link]                                                                                | |
| 40                                                                                                  | | Joseph R. Bodwell                                                                                   | 1887. január 5.                                                                                     | 1887. december 15.                                                                                  | 40x40px[halott link]                                                                                | |
| 41                                                                                                  | | Sebastian Streeter Marble                                                                           | 1887. december 15.                                                                                  | 1899. január 2.                                                                                     | 40x40px[halott link]                                                                                | |
| 42                                                                                                  | | Edwin C. Burleigh                                                                                   | 1899. január 2.                                                                                     | 1893. január 4.                                                                                     | 40x40px[halott link]                                                                                | Az USA szenátusának tagja (Kansas képviseletében) (1897-1911) |
| 43                                                                                                  | | Henry B. Cleaves                                                                                    | 1893. január 4.                                                                                     | 1897. január 2.                                                                                     | 40x40px[halott link]                                                                                | |
| 44                                                                                                  | | Llewellyn Powers                                                                                    | 1897. január 2.                                                                                     | 1901. január 2.                                                                                     | 40x40px[halott link]                                                                                | Az USA képviselőházának tagja (1877-1879; 1901-1908) |
| 45                                                                                                  | | John Fremont Hill                                                                                   | 1901. január 2.                                                                                     | 1905. január 4.                                                                                     | 40x40px[halott link]                                                                                | |
| 46                                                                                                  | | William T. Cobb                                                                                     | 1905. január 4.                                                                                     | 1909. január 6.                                                                                     | 40x40px[halott link]                                                                                | |
| 47                                                                                                  | | Bert M. Fernald                                                                                     | 1909. január 6.                                                                                     | 1911. január 4.                                                                                     | 40x40px[halott link]                                                                                | Az USA szenátusának tagja (1916-1926) |
| 48                                                                                                  | | Frederick W. Plaisted                                                                               | 1911. január 4.                                                                                     | 1913. január 1.                                                                                     | 40x40px[halott link]                                                                                | |
| 49                                                                                                  | | William T. Haines                                                                                   | 1913. január 1.                                                                                     | 1915. január 6.                                                                                     | 40x40px[halott link]                                                                                | |
| 50                                                                                                  | | Oakley C. Curtis                                                                                    | 1915. január 6.                                                                                     | 1917. január 3.                                                                                     | 40x40px[halott link]                                                                                | |
| 51                                                                                                  | | Carl Milliken                                                                                       | 1917. január 3.                                                                                     | 1921. január 5.                                                                                     | 40x40px[halott link]                                                                                | |
| 52                                                                                                  | | Frederic Hale Parkhurst                                                                             | 1921. január 5.                                                                                     | 1921. január 31.                                                                                    | 40x40px[halott link]                                                                                | |
| 53                                                                                                  | | Percival Proctor Baxter                                                                             | 1921. január 31.                                                                                    | 1925. január 7.                                                                                     | 40x40px[halott link]                                                                                | |
| 54                                                                                                  | | Owen Brewster                                                                                       | 1925. január 7.                                                                                     | 1929. január 2.                                                                                     | 40x40px[halott link]                                                                                | Az USA képviselőházának tagja (1935-1941) Az USA képviselőházának tagja (1941-1952) |
| 55                                                                                                  | | William Tudor Gardiner                                                                              | 1929. január 2.                                                                                     | 1933. január 4.                                                                                     | 40x40px[halott link]                                                                                | |
| 56                                                                                                  | | Louis J. Brann                                                                                      | 1933. január 4.                                                                                     | 1937. január 6.                                                                                     | 40x40px[halott link]                                                                                | |
| 57                                                                                                  | | Lewis O. Barrows                                                                                    | 1937. január 6.                                                                                     | 1941. január 1.                                                                                     | 40x40px[halott link]                                                                                | |
| 58                                                                                                  | | Sumner Sewall                                                                                       | 1941. január 1.                                                                                     | 1945. január 3.                                                                                     | 40x40px[halott link]                                                                                | |
| 59                                                                                                  | | Horace Hildreth                                                                                     | 1945. január 3.                                                                                     | 1949. január 5.                                                                                     | 40x40px[halott link]                                                                                | Az USA nagykövete Pakisztánban (1953-1957) |
| 60                                                                                                  | | Frederick G. Payne                                                                                  | 1949. január 5.                                                                                     | 1952. december 24.                                                                                  | 40x40px[halott link]                                                                                | Az USA szenátusának tagja (1953-1959) |
| 61                                                                                                  | | Burton M. Cross                                                                                     | 1952. december 24.                                                                                  | 1953. január 6.                                                                                     | 40x40px[halott link]                                                                                | |
| 62                                                                                                  | | Nathaniel M. Haskell                                                                                | 1953. január 6.                                                                                     | 1953. január 7.                                                                                     | 40x40px[halott link]                                                                                | |
| 63                                                                                                  | | Burton M. Cross                                                                                     | 1953. január 7.                                                                                     | 1955. január 5.                                                                                     | 40x40px[halott link]                                                                                | |
| 64                                                                                                  | | Edmund Muskie                                                                                       | 1955. január 5.                                                                                     | 1959. január 2.                                                                                     | 40x40px[halott link]                                                                                | Az USA szenátusának tagja (1959-1980) Az USA államtitkára (1980-1981) |
| 65                                                                                                  | | Robert Haskell                                                                                      | 1959. január 2.                                                                                     | 1959. január 7.                                                                                     | 40x40px[halott link]                                                                                | |
| 66                                                                                                  | | Clinton Clauson                                                                                     | 1959. január 7.                                                                                     | 1959. december 30.                                                                                  | 40x40px[halott link]                                                                                | |
| 67                                                                                                  | | John H. Reed                                                                                        | 1959. december 30.                                                                                  | 1967. január 5.                                                                                     | 40x40px[halott link]                                                                                | Az USA nagykövete Srí Lankán és a Maldív-szigeteken (1976-1977; 1982-1985) |
| 68                                                                                                  | | Kenneth M. Curtis                                                                                   | 1967. január 5.                                                                                     | 1975. január 2.                                                                                     | 40x40px[halott link]                                                                                | Az USA nagykövete Kanadában (1979-1981) |
| 69                                                                                                  | | James B. Longley                                                                                    | 1975. január 2.                                                                                     | 1979. január 3.                                                                                     | FÜGG                                                                                                | |
| 70                                                                                                  | | Joseph E. Brennan                                                                                   | 1979. január 3.                                                                                     | 1987. január 7.                                                                                     | 40x40px[halott link]                                                                                | Az USA képviselőházának tagja (1987-1991) |
| 71                                                                                                  | | John R. McKernan Jr.                                                                                | 1987. január 7.                                                                                     | 1995. január 5.                                                                                     | 40x40px[halott link]                                                                                | Az USA képviselőházának tagja (1983-1987) |
| 72                                                                                                  | | Angus King                                                                                          | 1995. január 5.                                                                                     | 2003. január 8.                                                                                     | FÜGG                                                                                                | Az USA szenátusának tagja (2013-jelenleg is) |
| 73                                                                                                  | | John Baldacci                                                                                       | 2003. január 8.                                                                                     | 2011. január 5.                                                                                     | 40x40px[halott link]                                                                                | Az USA képviselőházának tagja (1995-2003) |
| 74                                                                                                  | | Paul LePage                                                                                         | 2011. január 5.                                                                                     | 2019. január 2.                                                                                     | 40x40px[halott link]                                                                                | |
| 75                                                                                                  | | Janet Mills                                                                                         | 2019. január 2.                                                                                     | Hivatalban                                                                                          | 40x40px[halott link]                                                                                | |